# Matia Bazar
Matia Bazar (рус. Мати́а База́р — устоявшееся название группы в России, точное итальянское произношение Мати́а Бадза́р) — итальянская группа, образованная в 1975 году в Генуе.

## Создание группы и первые успехи
Образована Карло Маррале (вокал, гитара), Пьеро Кассано (клавишные, бэк-вокал), Альдо Стеллитой (бас-гитара), бывшими участниками группы «Джет» («J.E.T.»), а также Джанкарло Гольци (ударные, бывший участник группы «Музео Розенбах»), и Антонеллой Руджеро (вокал).
Имя группы восходит к сценическому имени солистки — «Мати́а» (Matta, на генуэзском диалекте). Группа дебютировала на фестивале в Сан-Винсенте-75 с песней «Что за вечер сегодня!» («Stasera… che sera!»), однако в финал фестиваля не попала.
В 1976 году группа выпускает свой первый альбом «Matia Bazar 1», снискавший первый успех.
В 1977 году дебютирует в главном в Италии песенном фестивале в Сан-Ремо (с песней «Ну почему?», "Ma perché?"), вошедшей в альбом «Гран Базар» («Gran Bazar»), ставший популярным, дошедший до 8 места в национальном хит-параде. Сингл «Только ты» («Solo tu», 1977) был распродан тиражом около 1 млн дисков, 12 недель был на первом месте.
В 1978 году группа выигрывает фестиваль в Сан-Ремо с песней «И сказать привет!» («E dirsi ciao»), которая также занимает первое место в хит-параде Италии, а затем входит в третий альбом группы «Простота» («Semplicità», 1978). Благодаря победе в Сан-Ремо «Матиа Базар» представляет Италию на Конкурсе песни Евровидения в 1979, с песней «Лунный свет» («Raggio di Luna»).
Достаточно успешными были и следующие два альбома, «Турне» («Tournée», 1979) и «Солнечное время» («Il tempo del sole», 1980). Летом 1980 года группа участвует в «Фестиваль-баре» с песней «Итальянская симфония».
В марте 1981 года после мирового турне группу покинул Пьеро Кассано, пришедший вместо него клавишник Мауро Саббионе существенно изменил стиль группы, для которой начался период, охарактеризованный как период электронной музыки. 21 августа 1981 года группа записывает концерт в Мизано Адриатико, показанный Пятым каналом итальянского телевидения, с участием Лореданы Берте и Мигеля Бозе.

## «Золотые годы» в творчестве группы
3-5 февраля 1983 года состоялось историческое выступление группы на фестивале в Сан-Ремо с песней «Римские каникулы» («Vacanze romane»). Группа выходит в суперфинал фестиваля, однако по итогам голосования жюри занимает лишь 4-е место. Тем не менее, критики и журналисты присуждают именно «Матиа Базар» престижную Премию критики, а затем песня 7 недель занимает 1-е место в хит-параде Италии, по итогам 1983 года становится четвёртой, намного опередив другие песни фестиваля, а также попадает в чарты многих стран мира. Как и другие песни в альбоме «Танго» («Tango», 1983), отличается необычной аранжировкой с электронными инструментами, экспериментирует группа как в музыкальном, так и в поэтическом плане. Летом 1983 года «Матиа Базар» присуждается премия «Телегатто», как лучшей итальянской группе.
Успешным становится и вышедший в апреле 1984 года альбом «Аристократика» («Aristocratica»). В августе 1984 года группа впервые посещает СССР, выступив в Риге, Ленинграде, а затем в Москве, в Московском театре оперетты и спорткомплексе «Олимпийский», получив положительные отзывы критики. В октябре 1984 года вместо Мауро Саббионе в группе появляется клавишник Серджио Коссу (Sergio Cossu), стиль группы становится менее электронным, более гармоничным, богатым и глубоким, как по форме, так и по содержанию.
Осенью 1984 года «Матиа Базар» представляла Италию на Международном Песенном Фестивале Yamaha в Токио, где заняла 6-е место с песней «Cercami Ancora».
В 1985 году выходит ещё один успешный альбом «Меланхолия» («Melanchólia»). Песня «Сувенир» («Souvenir»), на этот раз посвященная французской столице, хотя и занимает лишь 10-е место в Сан-Ремо, но вновь получает «Премию критики», достигает 8-го места в национальном хит-параде. Песня «Чувствую тебя» («Ti sento»), в 1986 году достигает 1 места в итальянском и бельгийском, 2-го в голландском и 11-го в немецком хит-парадах, становится мировым хитом, в том числе в англоязычных странах, записанная на английском языке («I Feel You»). В 1985 группа совершает длительное турне по Японии, Франции, ФРГ, другим странам Европы и Латинской Америки.
Альбомы «Мэло» («Melò», 1987) и «Красный угол» («Red Corner», 1989, в том числе под впечатлениями от гастролей на Кубу) отличаются мелодическим богатством, изысканными аранжировками и красотой вокала, высоко оценены критикой. Группа участвует в ряде итальянских фестивалей с песнями из этих альбомов: «Мы» («Noi», «Фестиваль-Бар», 1987), «Мне вновь не хватает тебя» («Mi manchi ancora», фестиваль в Рива Дель Гарда, 1987), «Первая вечерняя звезда» («La prima stella della sera», Сан-Ремо, 1988), «Обними меня» («Stringimi», «Фестиваль-бар» и «Адзурро», 1989), в 1987 году вновь получает премию «Телегатто», как лучшая итальянская группа.
В 1988 году второй раз приезжают в СССР и выступают 20 октября в концерте в рамках программы выставки «Италия-2000» (где участвовали также Джанни Моранди, Лучо Далла, Риккардо Фольи, Антонелло Вендитти и группа «Ария»).
В конце 1989 года, после 14 лет совместных выступлений группу покидает Антонелла Руджеро. Её уход отразился на новой смене стиля, привел к некоторому оскудению как в музыкальном, так и в артистическом плане, снижению популярности, завершив лучший период в её творчестве.

## Новая смена стиля
С 1990 года стиль группы постепенно становится более близким к рок-музыке. С тех пор в составе группы сменяется несколько солисток: Лаура Валенте (Laura Valente, 1990—1998), Сильвия Медзанотте (Silvia Mezzanotte, 1999—2004) и Роберта Факкани (Roberta Faccani, 2004—2010).
9 июля 1998 года умирает бас-гитарист группы Альдо Стеллита, и на его место в группу возвращается Пьеро Кассано. В этот период группа шесть раз участвует в фестивале Сан-Ремо (в 1992, 1993, 2000, 2001, 2002 и 2005 годах). В 2001 году, в составе с Сильвией Медзанотте, группа занимает на фестивале Сан-Ремо третье место, но уже в 2002 году «Матиа Базар» удается снова выиграть главный приз с песней "Мессаджо д-Аморе" (Messaggio d'Amore).
В 2010 году в качестве солистки в группу вернулась Сильвия Медзанотте. В настоящее время группа активно гастролирует по Европе и странам СНГ. Группа неоднократно выступала в России, в том числе в концертах участников фестиваля Сан-Ремо в Кремле и на международном фестивале «Дискотека 80-х». В 2011 году группа выпустила новый альбом «Conseguenza Logica». 12 августа 2015 года от инфаркта скончался барабанщик группы — Джанкарло Гольци. В феврале 2016 года стало известно, что Matia Bazar прекращают сотрудничество с Сильвией Медзанотте.
В мае 2017 года стало известно об уходе Пьеро Кассано. В настоящее время группу возглавляет Фабио Перверси, клавишник и мультиинструменталист с 1998 года, которого Кассано и Гольци назвали подходящим человеком для продолжения новой эры группы, которая, по их мнению, «должна пережить своих первоначальных участников».

## Состав
Текущий состав
- Фабио Перверси — клавишные, скрипка, бэк-вокал (с 1998 года)
- Сильвия Драгоньери — вокал (с 2017 года)
- Сильвио Меллони — бас-гитара (с 2021)
- Джино Зандона — гитара (с 2021)
- Пьеркарло Танци — ударные (с 2021)

Бывшие участники
- Пьеро Кассано — клавишные, гитара, вокал (1975—1981, 1999—2017)
- Антонелла Руджеро — вокал (1975—1989)
- Лаура Валенте — вокал (1990—1998)
- Роберта Факкани — вокал (2004—2010)
- Альдо Стеллита — бас-гитара (1975—1998)
- Карло Маррале — вокал, гитара (1975—1994)
- Мауро Саббионе — клавишные (1981—1984)
- Серджио Коссу — клавишные (1984—1998)
- Джанкарло Гольци — ударные (1975—2015)
- Сильвия Медзанотте — вокал (1999—2004, 2010—2016)
- Пьеро Маррас — гитара (2017—2021)
- Паола Задра — бас-гитара (2017—2021)
- Фиамма Кардини — ударные (2017—2021)

## Дискография
- 1976 — Matia Bazar 1
- 1977 — Gran Bazar
- 1977 — L'oro dei Matia Bazar
- 1978 — Semplicita'
- 1979 — Tournee
- 1980 — Il tempo del sole
- 1981 — Berlino...Parigi...Londra
- 1983 — Tango
- 1984 — Aristocratica
- 1985 — Melanchólia
- 1987 — Meló
- 1988 — Matia Bazar — Best
- 1989 — Red corner
- 1991 — Anime pigre
- 1992 — Tutto il mondo dei Matia Bazar
- 1992 — Gold
- 1993 — Dove le Canzoni si avverano
- 1995 — Radiomatia
- 1996 — Tutto il meglio dei Matia Bazar
- 1997 — Benvenuti a Sausalito
- 2000 — Brivido caldo
- 2001 — Dolce canto
- 2002 — Messaggi dal vivo
- 2005 — Profili svelati
- 2007 — One, Two, Three, Four
- 2008 — One, Two, Three, Four (volume due)
- 2011 — Conseguenza Logica